# John Wright (boxare)
John Alan "Johnny" Wright, född 19 maj 1929 i Camden, död 12 juli 2001 i Blandford, var en brittisk boxare.
Wright blev olympisk silvermedaljör i mellanvikt i boxning vid sommarspelen 1948 i London.